# Júlio Garcês de Lencastre
Júlio Garcês de Lencastre (em grafia antiga Júlio Garcez de Lencastre) OC • ComA • GOA • ComB (Porto, Cedofeita, 5 de Agosto de 1882 - Cascais, Estoril, São Pedro do Estoril, 5 de Março de 1970) foi um militar, dirigente desportivo, político, administrador colonial, académico e escritor português.

## Biografia

### Família
Filho segundo de Ernesto Teixeira de Meneses de Lencastre (6 de Dezembro de 1847 - 15 de Janeiro de 1931), Coronel-Médico, neto paterno dum primo em segundo grau do 1.° Barão de Claros, e de sua mulher Leopoldina Garcês Pinto de Madureira (20 de Setembro de 1841 - ?), filha do 1.° Barão da Várzea do Douro e sobrinha-neta do 1.° Visconde de Garcês.

### Futebol Clube do Porto
Sendo Tenente, foi o 3.° Presidente, na qualidade de Interino, do Futebol Clube do Porto de 16 de Março a 21 de Setembro de 1911, pelo falecimento do Presidente José Monteiro da Costa. Durante o seu curto mandato, todavia, o clube venceu o seu primeiro título, na primeira edição da Taça José Monteiro da Costa.

### Casamento e descendência
Casou em Lisboa, Anjos, a 7 de Fevereiro de 1920 com Hermínia Alice Neves da Fontoura (Porto, Cedofeita, 24 de Setembro de 1892 - Cascais, Estoril, São Pedro do Estoril, 25 de Agosto de 1942), irmã de Álvaro Eugénio Neves da Fontoura e filha de Constantino da Fontoura de Madureira Guedes, Coronel de Infantaria, e de sua mulher Maria Eugénia Ribeiro Neves, da qual teve dois filhos, Ernesto da Fontoura Garcês de Lencastre e Carlos da Fontoura Garcês de Lencastre; teve ainda, antes de casar, dois filhos naturais duma senhora de Timor, nascida em Java, Maria Eduarda Garcês de Menezes Lencastre falecida com 12 anos de idade e Júlio Garcês de Meneses de Lencastre, casado e com geração.

### Postos e cargos
Sendo Major, foi acusado de envolvimento no Movimento Revolucionário de 7 de Fevereiro de 1927 e teve um Processo Político, mas foi ilibado de culpas pela Direcção de Justiça e Disciplina.
Sendo Tenente-Coronel, foi Comandante Militar de Timor e Governador do Distrito de Luanda, na Província de Angola.
Foi Administrador do Concelho e Vice-Presidente da Câmara Municipal de Cascais, localidade onde fez parte da Obra de Assistência no Concelho de Cascais.
Exerceu o cargo de Encarregado do Governo da Colónia de Angola entre 1934 e 1935, tendo sido antecedido por Eduardo Ferreira Viana e sucedido por António Lopes Mateus.
Foi Director-Geral das Colónias e responsável pela Agência Geral das Colónias.
Atingiu o posto de Coronel de Infantaria na Reserva.

### Condecorações
A 5 de Outubro de 1922 foi feito Comendador da Ordem Militar de São Bento de Avis, a 17 de Outubro de 1940 foi elevado a Grande-Oficial da Ordem Militar de São Bento de Avis, a 19 de Janeiro de 1942 foi feito Comendador da Ordem de Benemerência e a 16 de Outubro de 1959 foi feito Oficial da Ordem Militar de Nosso Senhor Jesus Cristo.

### Obras publicadas
Publicou: 
- Aspectos da administração de Timor / Júlio Garcez de Lencastre, In: Boletim da Agência Geral das Colónias - Ano V, N.º 54 (Dezembro de 1929), p. 32[13]
- Propaganda colonial na exposição de Sevilha: a sala das colónias do pavilhão de Portugal / Júlio Garcês de Lencastre - Conferência realizada na Sala Algarve da Sociedade de Geografia de Lisboa a 29 de Junho de 1929, In: Boletim da Sociedade de Geografia de Lisboa - Série 47, N.ºs 9-10 (1929), pp. 311–329[14]
- Algumas regras gramaticais da língua tetum e vocabulário / Júlio Garcez de Lencastre, In: Boletim da Agência Geral das Colónias - Ano V, N.º 54 (Dezembro de 1929), pp. 82–92[13]
- Visita dos alunos da Escola Superior Colonial à exposição de Vincennnes / Júlio Garcês de Lencastre - Ilustrações, In: Boletim da Sociedade de Geografia de Lisboa - Série 49, N.ºs 9-10 (1931), pp. 326–330[14]
- Ensaio do estado sobre paludismo, quinino e mosquito / Júlio Garcez de Lencastre, In: Anuário da Escola Superior Colonial - (1931 - 1932), pp. 101–128[13]
- Evolução e aproveitamento do indígena colonial / Júlio Garcez de Lencaster, In: Boletim da Agência Geral das Colónias - Ano VIII, N.ºs 86-87 (1932), pp. 8–17[13]
- Preparação moral, intelectual e profissional do indígena / Júlio Garcez de Lencatre - Conferência realizada no Colégio Vasco da Gama, In: Socieade de Geografia de Lisboa - Série 50, N.ºs 1-12 (1932), pp. 214–235[13]
- Clima de Timor / Júlio Garcez de Lencastre, In: A terra: revista portuguesa de geofísica - N.º 14, pp. 92–97[13]
- Timor, padrão do império: conferência / Júlio Garcez de Lencastre - Porto: Edições da 1.ª Exposição Colonial Portuguesa, 1934 - 23 pp. ; 23 cm[13]
- Marcos da expansão do império Solor-Alor e Timor / Júlio Garcez de Lencastre - Lisboa: Boletim da Agência Geral das Colónias, 1934 - 29 pp.; 23 cm. - Separata do "Boletim Geral das Colónias, N.º 104[13]
- Climatologia e Nosologia de Timor / Ten. Cor. Júlio Garcês de Lencastre - Lisboa: [s.n.], 1961 - 16 pp. ; 23 cm (brochado)[15]

### Homenagens
Tem uma Rua com o seu nome em São Pedro do Estoril, Estoril, Cascais.